# تشارلز ولز راسيل
تشارلز ولز راسيل (بالإنجليزية: Charles Wells Russell)‏ هو محامي ودبلوماسي وسياسي أمريكي، ولد في 22 يوليو 1818 في الولايات المتحدة، وتوفي في 22 نوفمبر 1867 ببالتيمور في الولايات المتحدة. حزبياً، نشط في الحزب الديمقراطي.